# Jerry Kruger
Jerry Kruger, auch Jerry Krueger (geb. vor 1930) ist eine Sängerin der Swingära.

## Wirken
Krugers Karriere als Sängerin konzentriert sich auf die späten 1930er-Jahre. Bei ihren Aufnahmen für Variety und Vocalion wurde sie von Jazzmusikern wie Buster Bailey und Frankie Newton (Jerry Kruger & Her Knights of Rhythm 1937) und unter Leitung von Cootie Williams mit Musikern des Duke Ellington Orchestra begleitet. Mit Williams nahm sie 1937/38 für Vocalion u. a. die Jazzstandards Ol’ Man River und I Can’t Give You Anything but Love auf) begleitet. Im Mai 1938 war sie Bandsängerin bei Gene Krupa and His Orchestra, mit dem sie u. a. die Folksong-Adaption Fare Thee Well, Annie Laurie aufnahm. Im April 1939 spielte sie unter eigenem Namen u. a. den Standard Summertime ein; mitwirkende Musiker waren Benny Carter (tp/arr), Ernie Powell (ts), Eddie Heywood (p), Hayes Alvis (b) und Chick Morrison (dr). Im Bereich des Jazz war sie zwischen 1936 und 1939 an fünf Aufnahmesessions beteiligt.
In den 1940er-Jahren betätigte sich Kruger auch als Liedtexterin; sie schrieb den Text zu dem Ted-Grouya-Song I Heard You Cried Last Night (1943), der von Jack Payne & His Orchestra und Dick Haymes vorgestellt und u. a. auch von Harry James, Alvino Rey, Les Brown, Bob Crosby, Glenn Miller, Sonny Dunham, später auch von Charlie Mariano, Bud Shank und Vic Juris gespielt wurde. Ferner war sie 1939 in den Urheberrechtstreit um den Songtext zum Andrew-Sisters-Hit Hold Tight involviert, für dessen letzte Zeilen sie Tantiemen beanspruchte.
Gunther Schuller sieht Jerry Kruger stilistisch zwischen Billie Holiday und Anita O’Day; sie war die erste weiße Sängerin, die Holidays vibratoarmen und sparsamen Gesangsstil nachempfand, ohne jedoch an deren Erfolg anzuknüpfen. Will Friedwald bezeichnet sie als „one of the more fascinating footnotes on the swing era“ und eine Meisterin des „Jive Doubletalk“, einem Stil, der später von Vokalgruppen wie dem Jimmie Lunceford Orchestra (My Blue Heaven), Joe Mooney (Tea for Two), The Sentimentalists (mit Tommy Dorsey, On the Sunny Side of the Street) und dem Nat King Cole Trio assoziiert wurde.

## Diskographische Hinweise
- Duke Ellington Orchestra: The Complete 1936–1940 Variety, Vocalion and Okeh Small Group Sessions (Mosaic Records, ed. 2006)
- The 30's Girls 1932-1940 (Timeless Records)